# Burlington (Massachusetts)
Burlington város az USA Massachusetts államában, Middlesex megyében. Lakosainak száma 26 377 fő (2020. április 1.).

## Népesség
A település népességének változása:
| Lakosok száma | 545  | 24 498 | 26 377 |
|               | 1850 | 2010   | 2020   |